# Ugo Mursia Editore
L'Ugo Mursia Editore, coneguda simplement com a Mursia, és una editorial fundada a Milà el 10 de febrer de 1955 per Ugo Mursia (Carini, 1916 - Milà, 1982), mercès a l'adquisició de les marques Alberto Corticelli i A.P.E.
L'activitat inicial de l'editorial es va concentrar en l'edició de clàssics per a infants i llibres escolars, una branca editorial que fou venud a l'editorial Mondadori el 1998.
Actualment Mursia està especialitzada en la producció historiogràfica sobre la II Guerra Mundial. També publica literatura d'escacs, jocs, filosofia, narrativa italiana, etc.
El 1990 l'editorial es transformà en el Gruppo Ugo Mursia Editore, i amb la filla d'Ugo Mursia (Fiorenza Mursia) com a administradora delegada, s'ha obert al món multimèdia.
El catàleg de l'editorial tenia, el 2006, vora 5000 títols, agrupats en unes 80 col·leccions. Pel nombre de títols en catàleg, Mursia és el tercer editor d'Itàlia.

## Autors destacats
- Giulio Bedeschi
- Vincenzo Pappalettera
- Amos Luzzato
- Mino Milani
- Giorgio Celli
- Ewn Garabandal
- Paolo Roversi
- Giovanni Cecini
- Andrea Jelardi
- Pier Francesco Grasselli
- Davide Barilli
- Marco Ferrari

## Premis
- Premi Bancarella: 1964 Giulio Bedeschi - Centomila gavette di ghiaccio; 1966 Vincenzo Pappalettera - Tu passerai per il camino